# Clenbutérol
Le clenbutérol est une substance active bêta-agoniste qui est à l'origine d'usage vétérinaire (Ventipulmin).
C'est un anticatabolisant non-hormonal appartenant à la liste I.
Prescrit à l'origine pour les affections broncho-pulmonaires spastiques chez le cheval de course.
Le mécanisme d'action est la stimulation des récepteurs Beta2 adrénergiques. Son délai d'action est très court et sa durée d'action est nettement plus longue que les sympathomimétiques tout en ayant une posologie inférieure.
Il est considéré comme produit dopant, assimilable aux anabolisants.

## Effets recherchés
- Perte de masse grasse importante, action anti-catabolique sur la masse sèche ce qui revient à sécher sans perdre de masse sèche ;
- Renforcement de la ventilation grâce à l'effet broncho-dilatateur ;
- Augmentation du flux sanguin et donc de la congestion musculaire.

Les gains sont très variables suivant le dosage utilisé qui varie généralement entre 0,04  à   0,2 mg par jour. À savoir que les récepteurs biologiques saturent au bout de quelques semaines et rendent inefficace la poursuite de la cure. Néanmoins il est possible de contrecarrer cette saturation en prenant des antihistaminiques.

## Effets secondaires
Tremblements, sudations importantes, rétention hydrosodée, hypertension, maux de tête, tachycardie, hyperthermie, insomnie, troubles du comportement (exacerbation de l'agressivité), risque de cardiomyopathie hypertrophique, d'infarctus du myocarde, hépatite, tumeurs du foie, etc.

## Chez l'être humain
Ce produit est très dangereux pour l'humain en cas de surdosage. L'association de clenbuterol à l'alcool ainsi qu'à certains médicaments peut également avoir des conséquences graves sur l'organisme. Le rythme cardiaque accélère et une thermogenèse est observée rapidement après la prise.
Crampes sur muscles striés, céphalées, insomnies, troubles de l'humeur, tremblements, etc. Ces effets secondaires sont quasi systématiques.

## Agriculture/élevage
Ce médicament a aussi été utilisé (ou l'est encore illégalement en Europe) depuis quelques années comme additif Bêta-agoniste par des éleveurs pour produire une viande plus maigre et plus protéinée.
Comme tous les Bêta-agonistes, cette molécule dégrade les qualités organoleptiques de la viande.
Détection : Un seul poil de bovin, caprin, ovin, ... suffit maintenant pour détecter ce produit (illégal en Europe et dans certains autres pays), mais un échantillon d'urine ou de plasma sanguin peuvent aussi être utilisés.
Des biomarqueurs indirects ont aussi été développés pour la lutte contre l'usage illégal de ces produits. Entre autres moyens, des anomalies caractéristiques de forme du thymus - facile à détecter à l'abattoir - peuvent aussi indiquer l'utilisation illégale de clenbutérol associé à d'autres molécules, même s'il n'est plus détectable dans le plasma sanguin .

## Sport (dopage)
Les effets recherchés par les sportifs utilisant le clenbutérol sont deux effets secondaires de ce produit : « sa propriété remarquable à brûler les graisses » et son effet anabolisant.
Le clenbutérol a commencé à être utilisé par les sportifs en remplacement des anabolisants hormonaux dont la détection se faisait plus efficace dans les années 1980. Les culturistes en ont fait usage à partir de 1988 en Angleterre.
La consommation de clenbutérol est devenue détectable aux contrôles antidopage au début de l'année 1992. Plusieurs sportifs ont été contrôlés positifs durant cette année olympique : les haltérophiles britanniques Andrew Davies et Andrew Saxton, les athlètes allemandes Katrin Krabbe et Grit Breuer, contrôlés peu avant les Jeux olympiques, le lanceur de marteau américain Jud Logan, la lanceuse de poids américaine Bonnie Dasse, tous deux positifs durant les Jeux. L'Allemande Manuela Derr avoue sa consommation dans une lettre à sa fédération.
Le clenbutérol a été utilisé par le Polonais Adam Seroczynski lors de l'épreuve de canoë biplace des JO 2008 de Pékin où il s'était classé quatrième.
Il a également été utilisé par le Marocain Jamal Chatbi avant la finale du 3 000 m steeple lors des mondiaux d'athlétisme à Berlin en 2009. Karol Beck, tennisman, fut contrôlé positif à cette substance en 2005 (deux ans de suspension), ainsi que Tong Wen, championne olympique de judo en 2008.
Plusieurs cyclistes ont été contrôlés positifs à ce produit.
En avril 2010, le Chinois Li Fuyu, de l'équipe RadioShack a été contrôlé positif à ce produit,. En août 2014, William Goodfellow, cycliste montréalais, s'est fait suspendre deux ans à la suite d'un contrôle positif.
Le pongiste allemand Dimitrij Ovtcharov (n°13 mondial) a été contrôlé positif au clenbutérol le 23 août 2010 au lendemain de l'Open de Chine. Il pense avoir été victime d'une contamination alimentaire en mangeant de la viande lors de cette compétition.[réf. nécessaire]
Des traces de clenbutérol ont été décelées dans les échantillons fournis par Alberto Contador, futur vainqueur de l'épreuve, à l'issue des contrôles réalisés lors de la deuxième journée de repos du Tour de France 2010. Il a avancé la thèse de la contamination alimentaire pour se défendre,. Le 6 février 2012, le Tribunal arbitral du sport a jugé coupable Alberto Contador, lui enlevant son titre de vainqueur du Tour de France 2010, qui revient alors à Andy Schleck.
Le 9 juin 2011, la Fédération mexicaine de football (Femexfut) a annoncé que cinq de ses internationaux qui participaient à la Gold Cup aux États-Unis venaient d'être suspendus pour dopage. Les joueurs concernés sont le gardien Guillermo Ochoa (Club America), les défenseurs Francisco Rodriguez (PSV Eindhoven) et Edgar Dueñas (Toluca), ainsi que les milieux Antonio Naelson (Toluca) et Christian Bermudez (CF Atlante). Tous ont été contrôlés positif à la substance interdite dénommée clenbutérol, a indiqué le secrétaire général de la Femexfut, Decio de Maria. Prétextant un problème plus alimentaire et malheureux que sportif et volontaire, la fédération mexicaine a disculpé ses internationaux après nouvelles analyses, cette fois négatives, aux États-Unis.
Femi Ogunode, nigérian naturalisé qatari, est suspendu deux ans par l'IAAF du 9 janvier 2012 au 8 janvier 2014 après avoir fait l'objet d'un contrôle antidopage positif au clenbutérol en décembre 2011 lors des Jeux panarabes.
Le 5 mars 2018, Golden Boy Promotions le promoteur du boxeur Saúl "Canelo" Álvarez, annonce que le sportif a été contrôlé positif au clenbutérol au cours de la préparation intensive de sa revanche contre Gennady "GGG" Golovkin. Le communiqué cite Daniel Eichner, le directeur du laboratoire SMRTL (Sports Medicine Research & Testing Laboratory) auteur du test et accrédité par l'AMA, qui indique que l'hypothèse de la consommation de viande contaminée serait compatible avec les taux détectés dans les échantillons du prélèvement auquel le sportif s'est volontairement soumis.
L'Agence américaine antidopage (U.S. Anti-Doping Agency ou USADA) consacre une page à la question de la consommation de viande contaminée par des athlètes dont les tests se révéleraient positifs au clenbutérol.